# National Society of Film Critics Awards 2012
La 46ª edizione dei National Society of Film Critics Awards, tenutasi il 7 gennaio 2012 al ristorante Sardi's di New York, ha premiato i migliori film del 2011 secondo i membri della National Society of Film Critics (NSFC).

## Vincitori
A seguire vengono indicati i vincitori, in grassetto, e gli altri classificati, ciascuno col numero di voti ricevuti (tra parentesi):

### Miglior film
1. Melancholia, regia di Lars von Trier (29)
2. The Tree of Life, regia di Terrence Malick (28)
3. Una separazione (Jodāyi-e Nāder az Simin), regia di Asghar Farhadi (20)

### Miglior regista
1. Terrence Malick - The Tree of Life (31)
2. Martin Scorsese - Hugo Cabret (Hugo) (29)
3. Lars von Trier - Melancholia (23)

### Miglior attore
1. Brad Pitt - L'arte di vincere (Moneyball) e The Tree of Life (35)
2. Gary Oldman - La talpa (Tinker Tailor Soldier Spy) (22)
3. Jean Dujardin - The Artist (19)

### Miglior attrice
1. Kirsten Dunst - Melancholia (39)
2. Yoon Jeong-hee - Poetry (Si) (25)
3. Meryl Streep - The Iron Lady (20)

### Miglior attore non protagonista
1. Albert Brooks - Drive (38)
2. Christopher Plummer - Beginners (24)
3. Patton Oswalt - Young Adult (19)

### Miglior attrice non protagonista
1. Jessica Chastain - The Help, Take Shelter e The Tree of Life (30)
2. Jeannie Berlin - Margaret (19)
3. Shailene Woodley - Paradiso amaro (The Descendants) (17)

### Miglior sceneggiatura
1. Asghar Farhadi - Una separazione (Jodāyi-e Nāder az Simin) (39)
2. Steven Zaillian e Aaron Sorkin - L'arte di vincere (Moneyball) (22)
3. Woody Allen - Midnight in Paris (16)

### Miglior fotografia
1. Emmanuel Lubezki - The Tree of Life (76)
2. Manuel Alberto Claro - Melancholia (41)
3. Robert Richardson - Hugo Cabret (Hugo) (33)

### Miglior film in lingua straniera
1. Una separazione (Jodāyi-e Nāder az Simin), regia di Asghar Farhadi (67)
2. I misteri di Lisbona (Mistérios de Lisboa), regia di Raúl Ruiz (28)
3. Miracolo a Le Havre (Le Havre), regia di Aki Kaurismäki (22)

### Miglior documentario
1. Cave of Forgotten Dreams, regia di Werner Herzog (35)
2. The Interrupters, regia di Steve James (26)
3. Into the Abyss, regia di Werner Herzog (18)

### Miglior film sperimentale
- Seeking the Monkey King, regia di Ken Jacobs - mediometraggio

### Film Heritage Award
- La BAMcinématek per la sua retrospettiva completa su Vincente Minnelli, con tutti i titoli proiettati in 16 o 35 millimetri[1]
- Lobster Films, Groupama Gan Foundation for Cinema e la Technicolor Foundation for Cinema per il restauro della versione a colori di Viaggio nella luna di Georges Méliès[1]
- Il Museum of Modern Art per la sua ampia retrospettiva dedicata al cinema della Repubblica di Weimar[1]
- Flicker Alley per il loro cofanetto home video Landmarks of Early Soviet Film[1]
- Criterion collection per il loro cofanetto DVD in due dischi The Complete Jean Vigo[1]